# Charles Moss (Radsportler)
Charles Moss (* 6. März 1882 in Ascott-under-Wychwood; † 25. Juli 1963 in Solihull) war ein britischer Radrennfahrer.

## Sportliche Laufbahn
Charles Moss nahm an den Olympischen Sommerspielen 1912 in Stockholm teil. Im Einzelzeitfahren belegte er den 18. Platz. Zusammen mit Freddie Grubb, Leon Meredith und William Hammond gewann Moss mit dem englischen Team die Silbermedaille in der Mannschaftswertung im Straßenrennen.